# Павильон Вердюрье
Павильо́н Вердюрье́ (фр. pavillon du Verdurier — «павильон зеленщика») — исторический памятник в центральной части французского города Лимож, расположенный рядом с Лицеем Гей-Люссака. Построен в 1919 году по проекту архитектора Роже Гонтье. 

## Описание

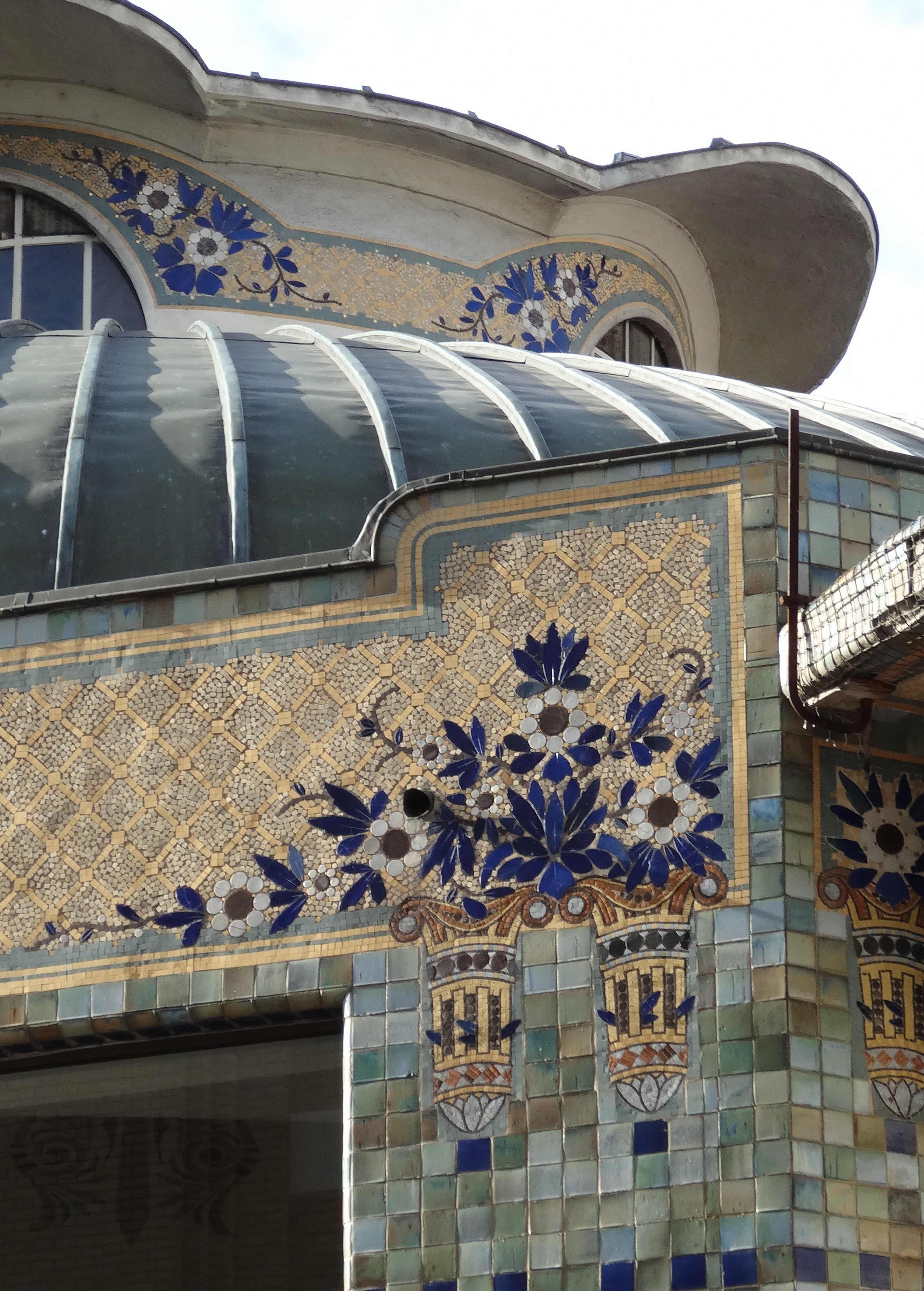
Мозаика в декоре

Павильон был сооружён в 1919 году по проекту молодого французского архитектора Роже Гонтье, который также является автором проектов лиможского Вокзала бенедиктинцев (известного образца стиля ар-нуво) и здания Центрального рынка, построенного на площади Лиможа, где раньше находился Дворец виконтов. 
Здание павильона имеет в плане восьмиугольную форму, сооружено из железобетонных конструкций и декорировано мозаикой и керамогранитом работы мастерской Gentil & Bourdet из парижского пригорода Булонь-Бийанкур. Внутренний декор павильона был выполнен лиможским художником Леонаром Шиго.
Изначально павильон сооружался как холодильная камера, предназначенная для хранения мясных продуктов, импортированных из Аргентины, так как во Франции по окончании Первой мировой войны, ощущался большой недостаток мяса. Спустя два года после окончания строительства, в 1921 году, павильон был передан в муниципальную собственность и городские власти перепрофилировали его в крытый продовольственный рынок. Начиная с 1942 года, во время оккупации немецкими войсками, павильон стал выполнять функции городского автовокзала, и это его назначение оставалось неизменным на протяжении более 30 лет.
Получив статус национального исторического памятника, внесённого в дополнительный список, в 1978 году павильон был отреставрирован за счёт муниципального бюджета, после чего стал выполнять функцию городского выставочного центра.

## Туристическая информация
В непосредственной близости от павильона находятся остановки троллейбусов маршрута № 4 (остановка Saint-Pierre) и маршрута № 2 (остановка Place Wilson).